# Стриєво (Польща)
Стриєво (пол. Stryjewo, нім. Stockhausen) — село в Польщі, у гміні Біскупець Ольштинського повіту Вармінсько-Мазурського воєводства.
Населення — 328 осіб (2011).

## Демографія
Демографічна структура станом на 31 березня 2011 року:
|          | Загалом | Допрацездатний вік | Працездатний вік | Постпрацездатний вік |
| -------- | ------- | ------------------ | ---------------- | -------------------- |
| Чоловіки | 164     | 32                 | 125              | 7                    |
| Жінки    | 164     | 46                 | 99               | 19                   |
| Разом    | 328     | 78                 | 224              | 26                   |